# Chthonius cabreriensis
Chthonius cabreriensis är en spindeldjursart som beskrevs av Volker Mahnert 1993. Chthonius cabreriensis ingår i släktet Chthonius och familjen käkklokrypare. Inga underarter finns listade i Catalogue of Life.